# Дигач бурий
Дигач бурий (Cinclocerthia gutturalis) — вид горобцеподібних птахів родини пересмішникових (Mimidae).

## Поширення
Вид поширений на двох антильських островах — Мартиніка і Сент-Люсія.

## Підвиди
- C. g. gutturalis, поширений на острові Мартиніка;
- C. g. macrorhyncha, з острова Сент-Люсія.

## Білий шпак

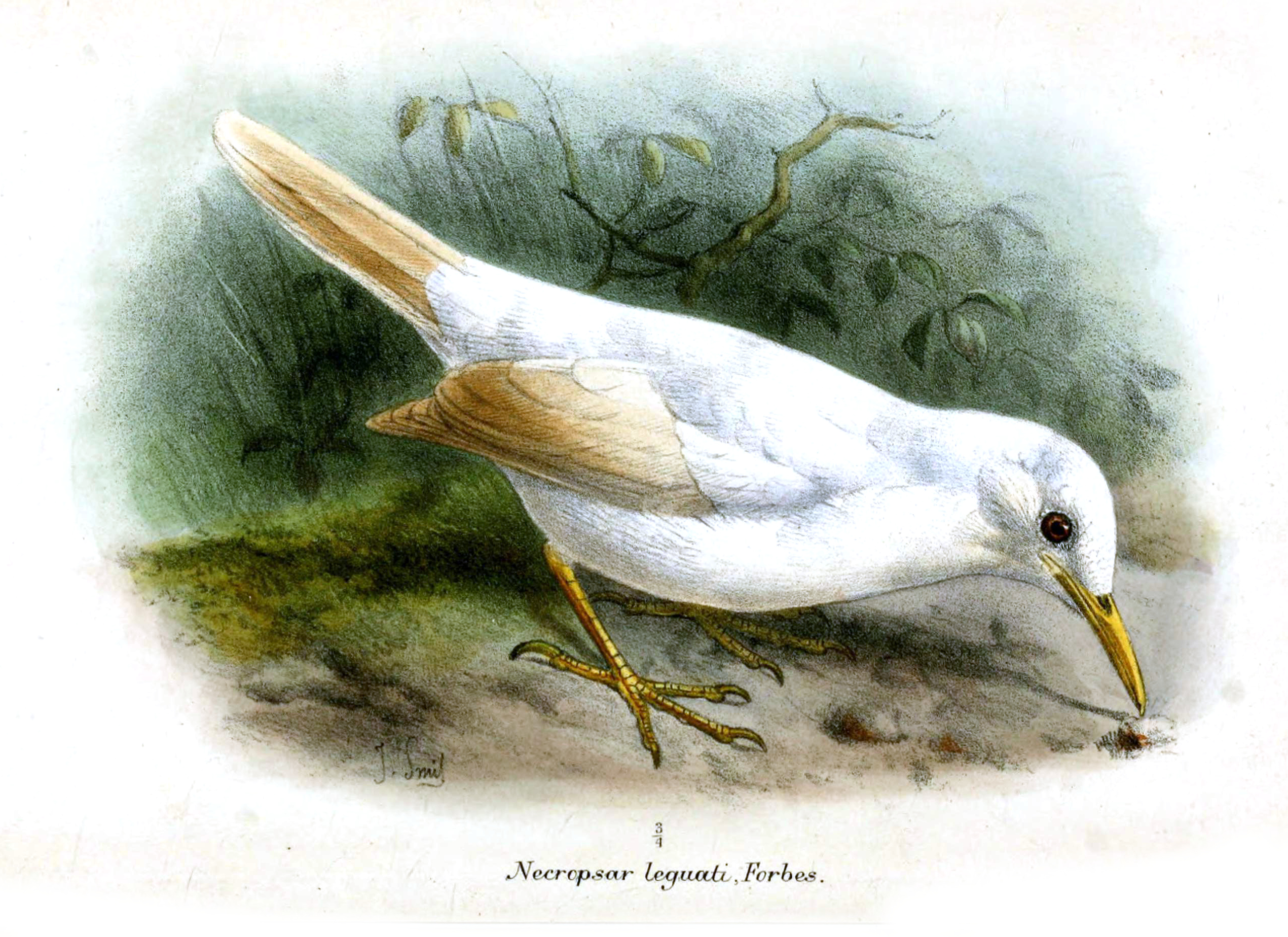
Білий шпак

У 1898 році в Ліверпульському світовому музеї було виявлено опудало птаха з білим оперенням. Зразок належав Едварду Сміту-Стенлі, 13-му графу Дербі, який отриманий ним від колекціонера Жуля Верро в 1850 році. Вважалося, що він належав вимерлому шпаку з Маскаренських островів. Генрі Огг Форбс описав зразок як Necropsar leguati і вважалося, що він є родичем вимерлого виду Necropsar rodericanus. Проте, в квітні 2000 науковці Смітсонівського інституту під керівництвом Сторрса Олсона зробили аналіз ДНК опудала, який показав, що ліверпульський зразок був помилково ідентифікований і є альбіносною формою підвиду C. g. gutturalis.